# Jacint Segura
Jacint o Jacinto Segura (Alicante, 13 de marzo de 1668 - 1751), religioso dominico, teólogo, historiador y escritor de la ilustración española.

## Biografía
Como escribió Vicente Ximeno, principal de sus biógrafos, ya dominaba las humanidades cuando vistió el hábito dominico en el convento de Valencia, el 7 de noviembre de 1683; fue profesor de Artes ("lector", en la terminología de entonces) en ese mismo convento y luego maestro de estudiantes en el convento de Luchente y prefecto en ese mismo y el de Llombay. Vuelto a su convento de Valencia, fue allí lector de Teología de Vísperas y de Prima. Para aliviar sus achaques pasó a los conventos de Segorbe y Castellón de la Plana con el empleo de Lector de Teología moral, por no haber en dichos conventos otra lectoría que esa, ya que no eran lugares consagrados al estudio. En 1721 le encomendaron ser maestros de novicios en el convento de Valencia, donde falleció en 1751. 
Predicó desde que fue Lector de Artes durante muchas cuaresmas en Valencia y otras ciudades. Dominaba las lenguas catalana, latina, castellana, francesa, italiana y portuguesa. Aunque no residió de forma continuada en Valencia, participó en el movimiento ilustrado de esta ciudad a principios del XVIII. Fue el primero en introducir el hipercriticismo metodológico en la esfera de los estudios históricos españoles y, aunque las pruebas de su correspondencia con Gregorio Mayáns y Siscar son tardías, no estuvo al margen del grupo intelectual dirigido por el deán Manuel Martí, quien dijo conocerlo muy bien "y sé que es un religioso muy erudito y que ama la crítica". En efecto, conocía a los historiadores franceses Jean Mabillon y Pierre Le Lorain de Vallemont, las Memorias Eclesiásticas, las Vidas de los Emperadores de Louis-Sébastien Le Nain de Tillemont, las obras históricas de Noël Alexandre, Louis Ellies Dupin, el cardenal Enrico Noris, la Historia Eclesiástica de Claude Fleury y las Anotaciones de Antonio Pagi a los Anales de Baronio.

## Obras en castellano
- Gerarquia Eclesiática, contraída à Religiosos de la Orden de Predicadores, que de preferente viven en el mes de julio de 1728 en Italia, y estados adyacentes. Valencia, 1728.
- Vindictas históricas por la inocencia de fray Gerónimo Savonarola, hijo ilustrísimo de la Orden de Predicadores. Valencia, Antonio Baile, 1735.
- Norte Critico con las Reglas mas ciertas para la diferecion en la Historia, y un Tratado Preliminar para instruccion de Historicos principiantes. Valencia, Joseph García, 1733; segunda edición muy ampliada, Valencia: A. Baile, 1736.
- Verdad vindicada contra las falsedades, ficciones y calumnias que contiene la Apologia Crítica del Dr. Agustín Sales. Parte I. y II. Valencia, Antonio Baile, 1737.
- Dissertacion historica I: que excluye la existencia de monges Basilios en el antiguo venerable Santuario de el Santo Sepulcro de Valencia: Contra las noticias falsas y nulas del Dr. Agustin Sales en el Cap. IV de las Memorias del mismo Santo Sepulcro, Valencia: Por la Viuda de Geronimo Conejos..., [1751?]
- Dissertacion historica II: que demuestra haber cursado el Patriarca Santo Domingo los Estudios de Artes, y de Theologia en la Ciudad de Palencia: Contra las noticias falsas, y nulas del Dr. Agustín Sales en el capítulo VI de las Memorias del Santo Sepulcro, donde está la persuasión suya con apariencia sin fundamento de haber estudiado el santo en esta ciudad, cuando la dominaban los moros, Valencia : Por la Viuda de Gerónimo Conejos..., [1751?]
- Dissertacion III curiosa, sobre la Patria, Obispado, y escritos de Idacio Galiciano el Historico, dirigida a los aficionados a la erudición de la Historia y Buenas Letras, Valencia: Por la Viuda de Geronimo Conejos..., [1751?]
- Apologia contra los Diarios de los Literatos de España sobre los Artículos XII, XIII y XIV del Tomo II y I del Tomo III Valencia, por Joseph Thomas Lucas, 1738.
- Apologia segunda contra los Diarios de los Literatos de España en general y sobre el extracto XI del Tomo IV Valencia: Oficina de Joseph Thomàs Lucas..., 1739.
- Verdad Vindicada por... Fr. Joseph Antonio Perez de Benitía... de la Orden de Predicadores; contra las falsedades, ficciones y calumnias que contiene la Apologia critica del doctor Agustin Sales; parte I y II, Valencia: Antonio Balle, [s. a.]